# Emil Jakobsen
Pour l’article homonyme, voir Jakobsen.
Emil Jakobsen, né le 24 janvier 1998 à Kerteminde au Danemark, est un handballeur international danois qui évolue dans le club allemand du SG Flensburg-Handewitt.
En équipe nationale du Danemark, il est notamment double Champion du monde en 2021 et 2023 et Champion olympique en 2024

## Palmarès

### En club
- Deuxième du Championnat du Danemark (2) : 2019 et 2020
- Vainqueur de la Coupe du Danemark (1) : 2019

### En sélection
Jeux olympiques
- Médaille d'argent aux Jeux olympiques de 2020 à Tokyo
- Médaille d'or aux Jeux olympiques de 2024

Championnat du monde
- Médaille d'or au championnat du monde 2021
- Médaille d'or au championnat du monde 2023
- Médaille d'or au championnat du monde 2025

Championnat d'Europe
- Médaille de bronze au championnat d'Europe 2022
- Médaille d'argent au championnat d'Europe 2024